# Lycaeopsis themistoides
Lycaeopsis themistoides är en kräftdjursart som beskrevs av Claus 1879. Lycaeopsis themistoides ingår i släktet Lycaeopsis och familjen Lycaeopsidae. Inga underarter finns listade i Catalogue of Life.